# Dele Aiyenugba
Bamidele Mathew Aiyenugba, född 20 november 1983 i Jos, är en nigeriansk fotbollsspelare som spelar för Hapoel Ashkelon i Israel. 
Han köptes av Bnei Yehuda som ersättare till landsmannen Vincent Enyeama, som såldes till Hapoel Tel Aviv. 